# GI-2120
La carretera  GI-2120  discurre entre la  N-I  en Beasáin (Guipúzcoa) y el límite con la Comunidad Foral de Navarra en el puerto de Lizarrusti, desde donde continúa como  NA-120  hacia Echarri-Aranaz y Estella. Antes de la transferencia de las carreteras comarcales a las Diputaciones Forales, esta vía se denominó  C-130 .

## Trazado
| Velocidad                                 | Esquema | Carretera que enlaza         |
| ----------------------------------------- | ------- | ---------------------------- |
|                                           |         | N-I Vitoria Beasáin          |
|                                           |         | N-I San Sebastián            |
|                                           |         | Lazcano GI-4491 Ordicia      |
|                                           |         | Lazcano GI-3491 Lazkaomendi  |
|                                           |         | Lazcano GI-3560 Olaberría    |
|                                           |         | Atáun San Martín             |
|                                           |         | GI-3151 Urquillaga - Aya     |
|                                           |         | Atáun San Gregorio           |
|                                           |         | Atáun Ergoyena               |
|                                           |         | GI-3151 Urquillaga - Aya     |
|                                           |         | Puerto de Lizarrusti (621 m) |
|                                           |         |                              |
| Continúa hacia Echarri-Aranaz como NA-120 |         |                              |